# Макеш
Макеш (грч. Άμπελοι, Амбели) је насељено место у општини Висалтија у периферији Средишња Македонија, Грчка. Према попису из 2021. године било је 343 становника.
Према бугарском географу и историчару, Василу Канчову, у Макешу је 1900. године живело 240 Словена хришћана. Године 1923. насељено је 85 грчких избегличких породица, укупно 389 особа. На попису из 1928. године Макеш је мешовито насеље са 687 становниа.